# Coupe de France de rugby à XV 1999-2000
Navigation
Coupe de France Yves-du-Manoir 1998-1999
L'édition 1999-2000 de la Coupe de France est la dernière édition des 4 disputées de 1997 à 2000 de la Coupe de France Yves-du-Manoir et est remportée par le Biarritz olympique.

## Tableau final

### Huitièmes de finale
| 2000 | Biarritz olympique | 39 - 24 | RC Narbonne | Montauban |
| 2000 |                    |         |             | Montauban |
| 2000 |                    |         |             | Montauban |

| 2000 | USA Perpignan | 26 - 6 | RRC Nice |  |
| 2000 |               |        |          |  |
| 2000 |               |        |          |  |

| 2000 | Stade rochelais | 32 - 23 | Section paloise |  |
| 2000 |                 |         |                 |  |
| 2000 |                 |         |                 |  |

| 2000 | Castres olympique | 38 - 10 | FCS Rumilly |  |
| 2000 |                   |         |             |  |
| 2000 |                   |         |             |  |

| 2000 | CA Brive | 57 - 14 | Stado Tarbes |  |
| 2000 |          |         |              |  |
| 2000 |          |         |              |  |

| 2000 | CS Bourgoin-Jallieu | 49 - 36 | US Colomiers |  |
| 2000 |                     |         |              |  |
| 2000 |                     |         |              |  |

| 2000 | Stade français | 39 - 0 | Lombez Samatan |  |
| 2000 |                |        |                |  |
| 2000 |                |        |                |  |

| 2000 | AS Montferrand | 31 - 12 | SU Agen |  |
| 2000 |                |         |         |  |
| 2000 |                |         |         |  |

### Quarts de finale
| 2000 | Biarritz olympique | 47 - 44 (a. p.) | USA Perpignan | Auch |
| 2000 |                    |                 |               | Auch |
| 2000 |                    |                 |               | Auch |

| 2000 | Stade rochelais | 24 - 17 | Castres olympique |  |
| 2000 |                 |         |                   |  |
| 2000 |                 |         |                   |  |

| 2000 | CA Brive | 21 - 19 | CS Bourgoin-Jallieu |  |
| 2000 |          |         |                     |  |
| 2000 |          |         |                     |  |

| 7 mars 2000 | Stade français | 29 - 22 (24-8) | AS Montferrand | Bourges 7 000 spectateurs Arbitre : Joël Jutge |
| 7 mars 2000 | Essai(s) : 4 Landreau (9e), Jonnet (20e), Lima (25e, 78e) Transformation(s) : 3 Laussucq (9e, 20e, 25e) Pénalité(s) : 1 Laussucq (4e) Carton(s) jaune(s) : 1 Landreau (32e) | Rapport        | Essai(s) : 3 Ngauamo (34e, 43e), Costes (80e+4) Transformation(s) : 2 Nicol (43e), Merceron (80e+4) Pénalité(s) : 1 Nicol (12e) Carton(s) jaune(s) : 2 Ménieu (32e, 60e) Carton(s) rouge(s) : 1 Ménieu (60e) | Bourges 7 000 spectateurs Arbitre : Joël Jutge |
| 7 mars 2000 | | Rapport        | | Bourges 7 000 spectateurs Arbitre : Joël Jutge |

### Demi-finales
| 4 avril 2000 | Biarritz olympique | 14 - 12 | Stade rochelais | Bègles |
| 4 avril 2000 |                    |         |                 | Bègles |
| 4 avril 2000 |                    |         |                 | Bègles |

| 5 avril 2000 | CA Brive | 28 - 23 | Stade français | Limoges |
| 5 avril 2000 |          |         |                | Limoges |
| 5 avril 2000 |          |         |                | Limoges |

## Finale
| 1er juin 2000 | Biarritz olympique | 24 - 13 (3 - 6) | CA Brive | Parc Lescure, Bordeaux 17,500 spectateurs Arbitre : M. Borreani |
| 1er juin 2000 | Essai(s) : 2 essais de Bernat-Salles (46e) et Couttet (72e) Transformation(s) : 1 transformation de Botica (72e) Pénalité(s) : 2 pénalités de Botica (50e, 65e) Drop(s) : 2 drops de Botica (39e, 58e) |                 | Essai(s) : 1 essai de Bouti (54e) Transformation(s) : 1 transformation de Forest (54e) Pénalité(s) : 1 pénalité de Lamaison (10e) Drop(s) : 1 drop de Lamaison (20e) | Parc Lescure, Bordeaux 17,500 spectateurs Arbitre : M. Borreani |
| 1er juin 2000 | |                 | | Parc Lescure, Bordeaux 17,500 spectateurs Arbitre : M. Borreani |

| Biarritz olympique Titulaires Osborne 15 Bernat-Salles 14 Daguerre 13 Bonetti 12 Bidabé 11 Botica 10 Morlaes 9 Nauroy 8 Milhères 7 Betsen 6 Roumat 5 Matiu 4 Avril 3 Gonzalez 2 Puleoto 1 Remplaçants Berachategui Sallaberry Versailles Chouchan Saffore Mazas Couttet Entraîneur Patrice Lagisquet et Laurent Rodriguez |  |  |  | CA Brive Titulaires 15 J. Carrat 14 S. Carrat 13 Venditti 12 Matson 11 Bias 10 Lamaison 9 Ph. Carbonneau 8 Mallier 7 E. Gouloumet 6 Malafosse 5 Alégret 4 Manhès 3 Crespy 2 S. Brotherstone 1 T. Smith Remplaçants Campan Forest Townsend Balthazar Giacheri E. Bouti Travers Entraîneur Serge Laïrle et Francis Leta |